# Miha Košak
Miha Košak, slovenski metalurg in politik, * 1932, Ljubljana - 5. avgust 2019.
Košak je sprva služboval v Mežici (rudnik svinca in topilnica), od leta 1962 do 1973 pa je deloval na političnem prizorišču. Sprva kot Kot podpredsednik mariborske Gospodarske zbornice, nato pa kot predsednik mestnega sveta oziroma predsednik Skupščine mesta Ljubljana (župan mesta) - med letoma 1967 in 1973, ko je postal direktor podjetja Saturnus.  